# Sídliště berlínské moderny
Sídliště berlínské moderny (The Great Spa Towns of Europe) jsou souborem šesti obytných komplexů, které byly postaveny v letech 1913 až 1934 a jsou vynikajícími příklady místní architektury z 20. let 20. století. Jsou výrazem politického, sociálního, kulturního a technického pokroku v Berlíně během Výmarské republiky. Rezidenční komplexy byly v roce 2008 prohlášeny za světové dědictví UNESCO.
Navržené známými osobnostmi německé moderny představují přelomový bod z hlediska architektury a urbanismu. Mezi architekty těchto projektů, kteří významně ovlivnili rozvoj rezidenční výstavby po celém světě, patří Bruno Taut, Martin Wagner a Walter Gropius. Jejich vliv na rozvoj sociálního bydlení je znatelný dodnes, jejich stavby udávaly trend sociálního bydlení v období po první světové válce, které se vyznačovalo bytovou nouzi. Bytové jednotky s kuchyní, koupelnami a balkony byly navrženy tak, aby byly příjemné, racionálně uspořádané a moderně vybavené. Díky kombinaci moderního designu a technických a estetických inovací jsou sídla výjimečnými příklady nového typu městské zástavby a architektury.

## Přehled lokalit
| Sídliště                 | Městská čtvrť              | ID       | Rozloha chráněné části města (ha) | Rozloha ochranného pásma (ha) |
| ------------------------ | -------------------------- | -------- | --------------------------------- | ----------------------------- |
| Gartenstadt Falkenberg   | Treptow-Köpenick           | 1239-001 | 4,4                               | 31,2                          |
| Siedlung Schillerpark    | Mitte                      | 1239-002 | 4,6                               | 31,9                          |
| Großiedlung Britz        | Neukölln                   | 1239-003 | 37,1                              | 73,1                          |
| Wohnstadt Carl Legien    | Pankow                     | 1239-004 | 8,4                               | 25,5                          |
| Weiße Stadt              | Reinickendorf              | 1239-005 | 14,3                              | 50,1                          |
| Großiedlung Siemensstadt | Charlottenburg-Wilmersdorf | 1239-006 | 19,3                              | 46,7                          |

## Fotogalerie

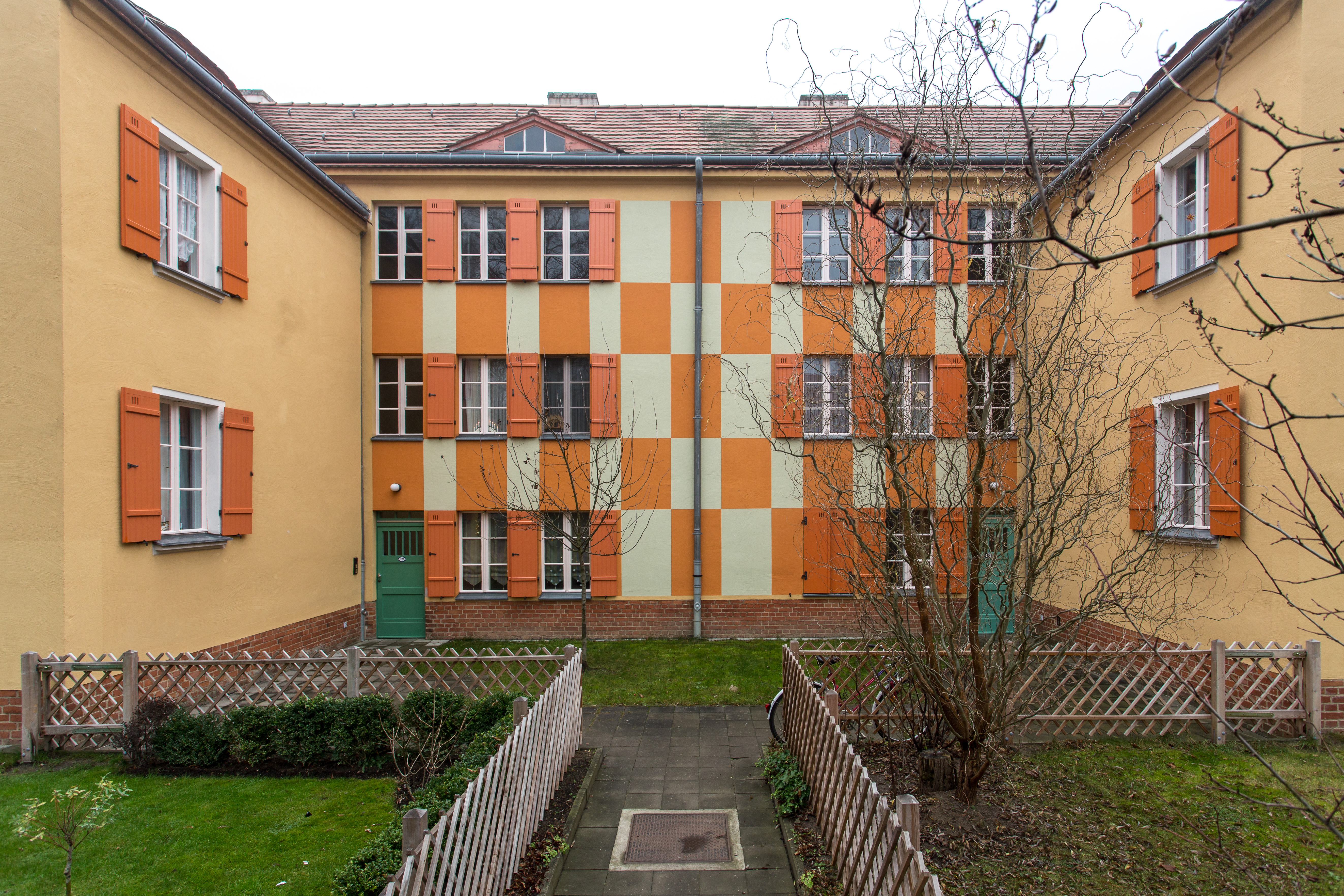
Gartenstadt Falkenberg
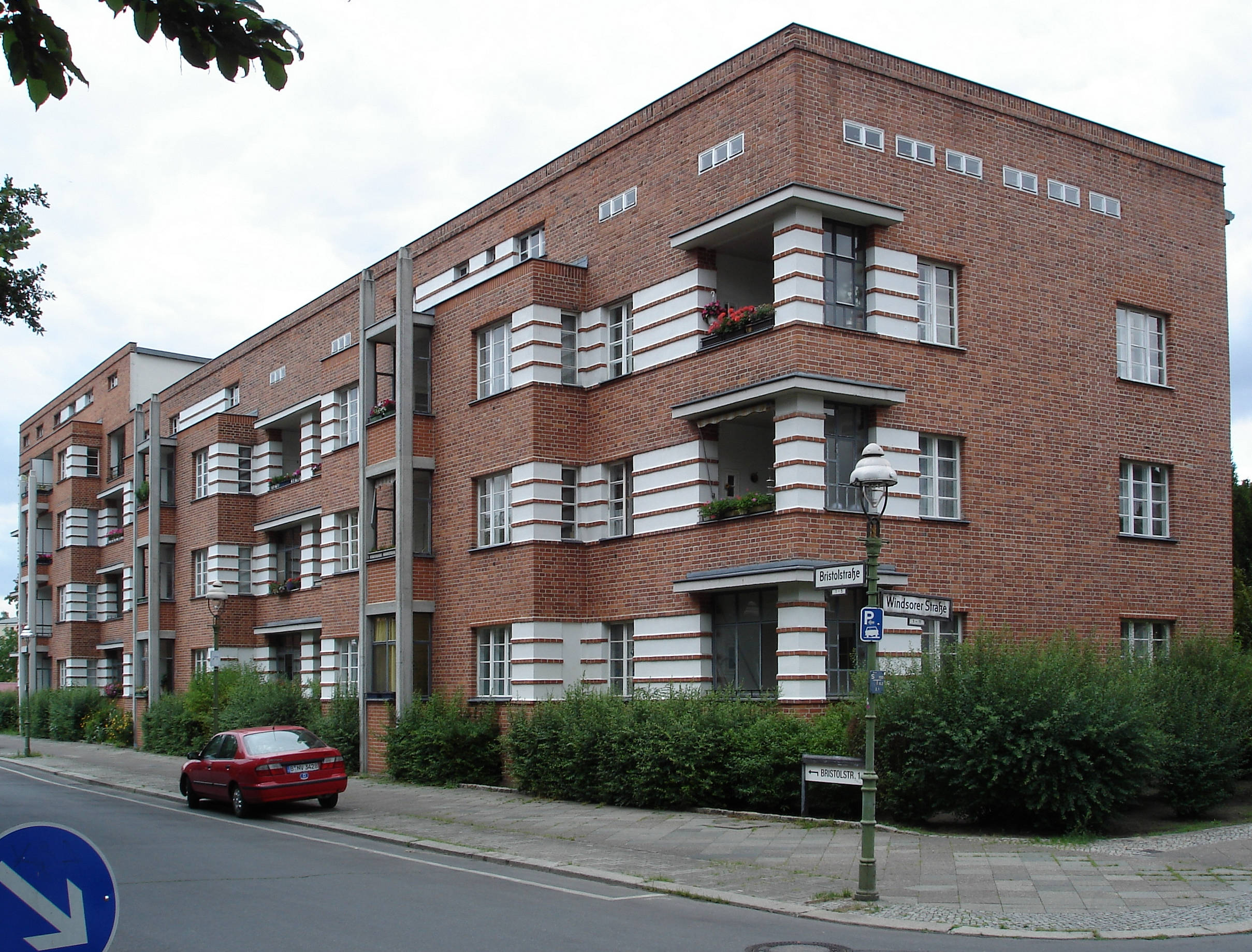
Siedlung Schillerpark
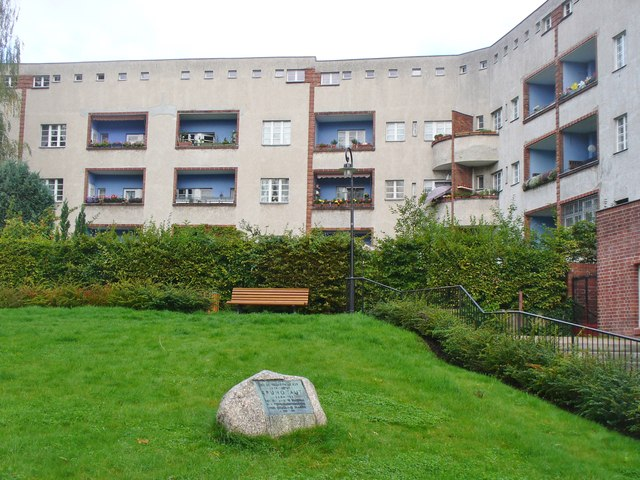
Großsiedlung Britz
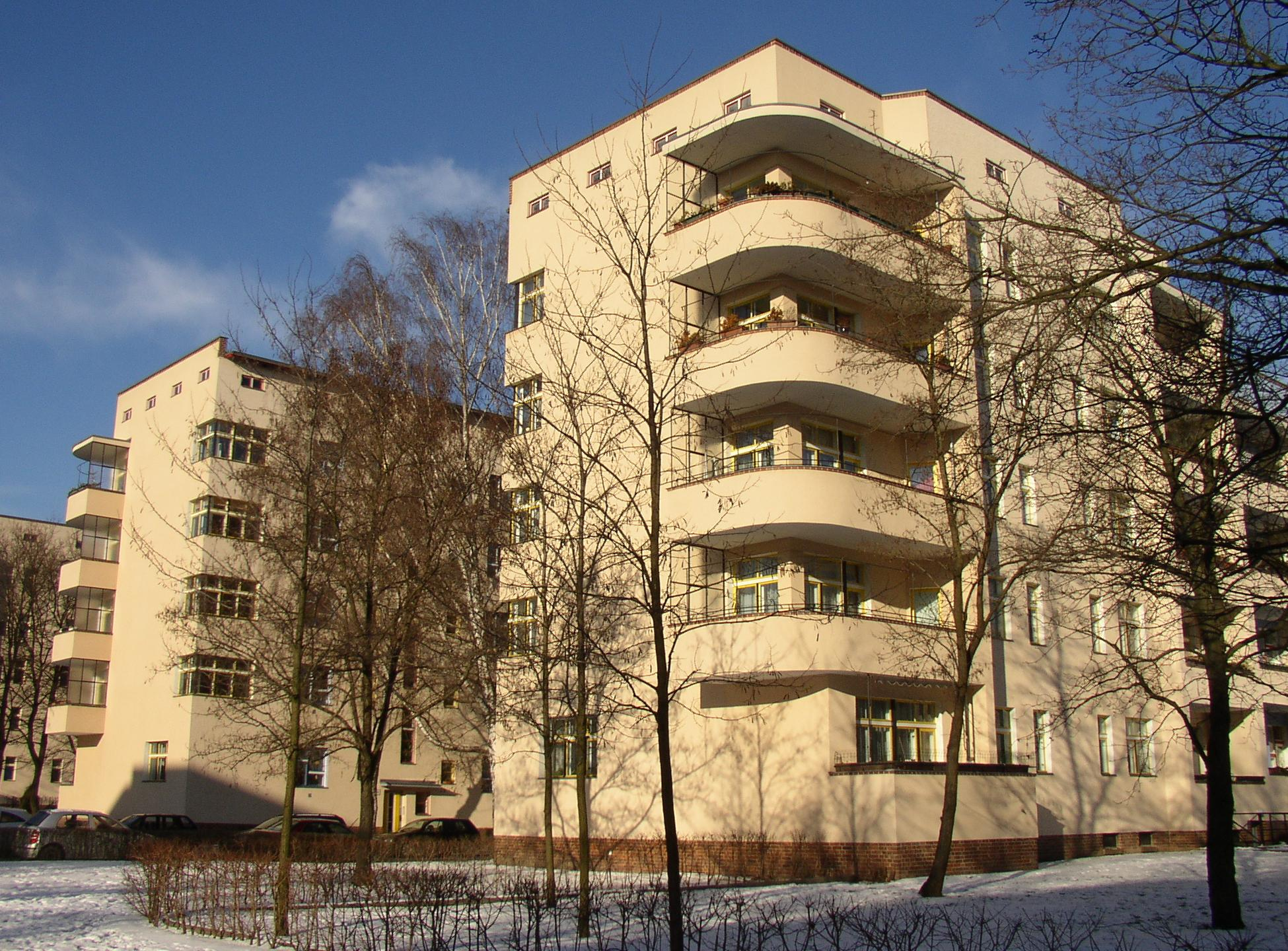
Wohnstadt Carl Legien
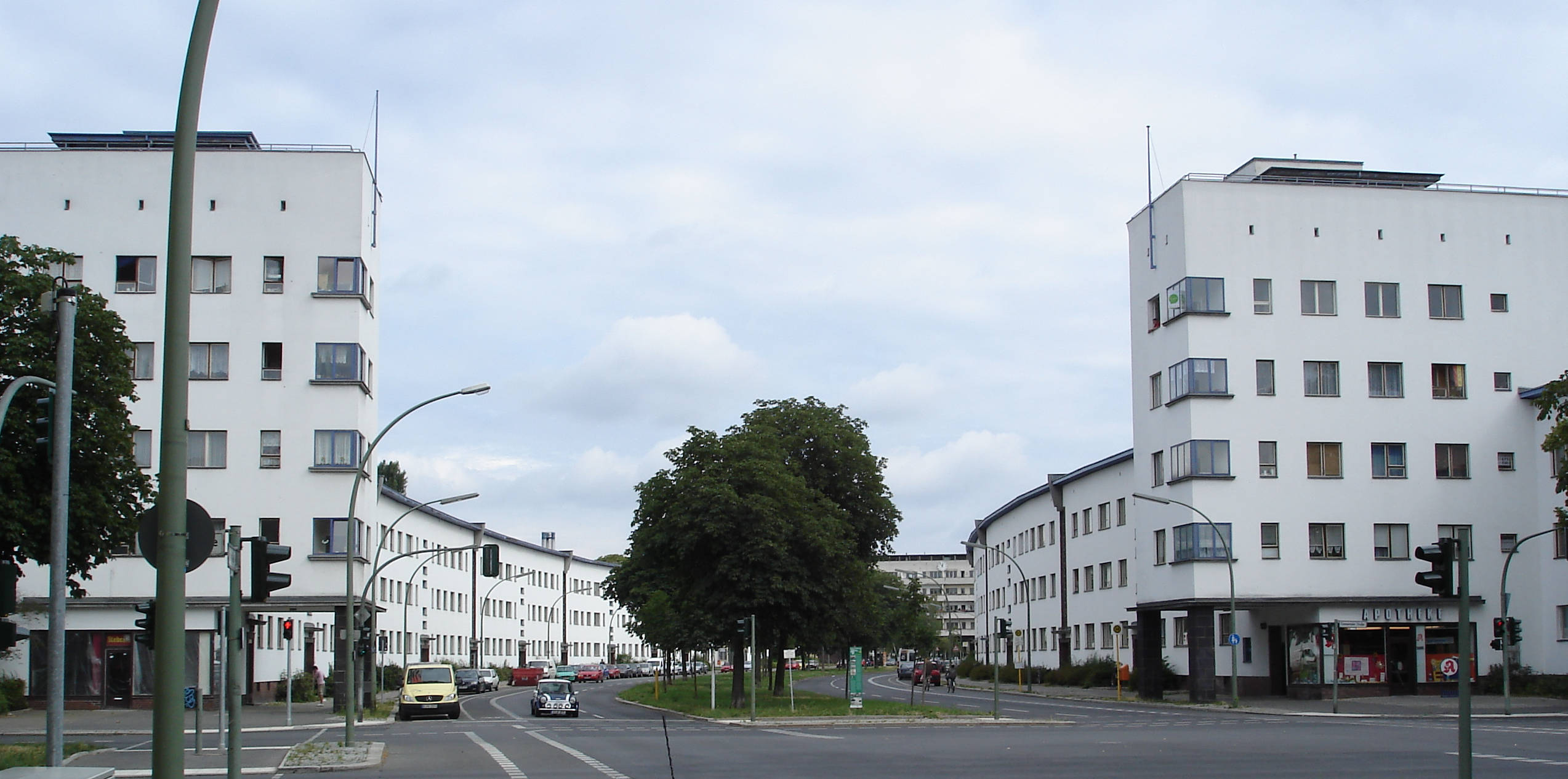
Weiße Stadt
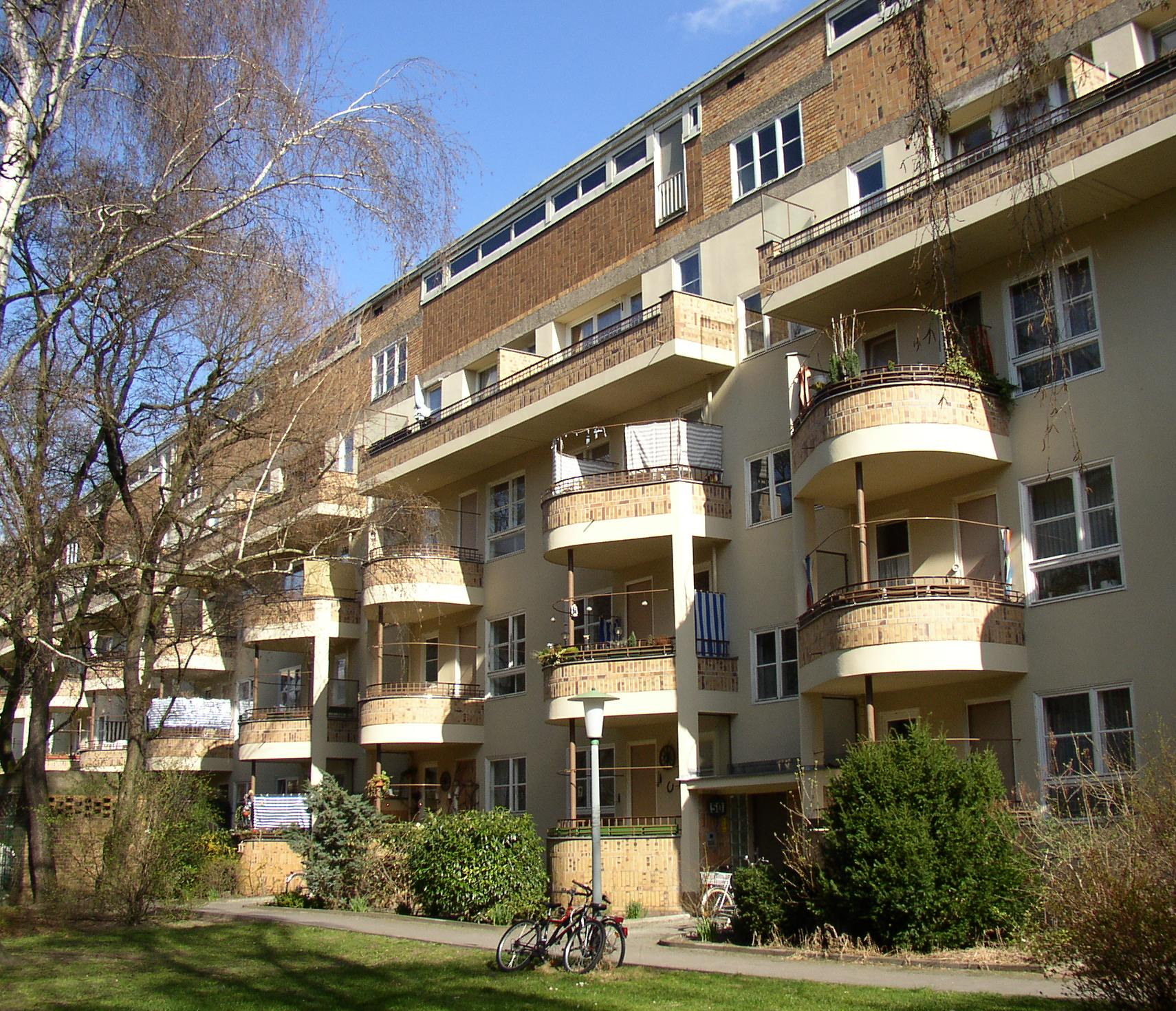
Großsiedlung Siemensstadt